# Dee Dee Davis
Dee Dee Davis (Olympia Fields, Illinois, 17 de abril de 1996) es una exactriz estadounidense, conocida por haber interpretado el papel de Bryana "Baby Girl" Thomkins en The Bernie Mac Show, por el que ganó un premio Young Artist en 2004. También apareció como estrella invitada en Strong Medicine, House y The Ellen DeGeneres Show. Davis se tomó un descanso de la actuación en 2007 para centrarse en sus estudios.

## Biografía
Davis nació en Olympia Fields, Illinois, el 17 de abril de 1996. Ella es la hermana menor de la también actriz Ariel Alexandria Davis. Asistió a Rich Central High School en Olympia Fields, Illinois, y al Prairie State College en Chicago Heights, pero considera a Park Forest como su ciudad natal.

## Carrera
Davis comenzó su carrera a los cinco años en el programa The Bernie Mac Show, en el que interpretó a Bryana "Baby Girl" Thomkins, la más joven de los tres sobrinos del personaje principal, Bernie Mac.

## Televisión
- The Bernie Mac Show como Bryana "Baby Girl" Thomkins (104 episodios, 2001-2006)
- ER como Paige Walker (1 episodio, 2004)
- Strong Medicine como Anna Cortese (1 episodio, 2003)
- Larry King Live como ella misma (2008)
- BET Awards como ella misma (2005)
- 14.ª edición de los premios Inner City Destiny Awards como ella misma (2006)